# Mesochorus norrbyneus
Mesochorus norrbyneus är en stekelart som beskrevs av Schwenke 1999. Mesochorus norrbyneus ingår i släktet Mesochorus och familjen brokparasitsteklar. Arten är reproducerande i Sverige. Inga underarter finns listade i Catalogue of Life.